# Åtjärnen (Bollnäs socken, Hälsingland)
Åtjärnen är en sjö i Bollnäs kommun i Hälsingland och ingår i Testeboåns huvudavrinningsområde. Sjöns area är 0,048 kvadratkilometer och den befinner sig 306 meter över havet.